# Пилипківці
Пили́пківці — село в Україні, у Новоушицькій селищній територіальній громаді Кам'янець-Подільського району Хмельницької області. До адміністративної реформи 19 липня 2020 року село належало до Новоушицького району. Населення становить 634 особи (з 303 дворів).

## Загальні відомості
На території сільської ради знаходяться три ставки та протікає річка Говірка. Своєю східною частиною поселення переходить в інший населений пункт — Заборознівці.

## Етимологія
Пилипківці — патронімічна назва (пов’язана з найменуванням предків, перших
поселенців) тобто засноване Пилипом чи Філіпом.

## Символіка

### Герб
На золотистому фоні щита по обидва боки зображено дві гілки яблуні із цвітом, що символізує розвиток садівництва та достаток. У нижній частині хвиляста синя база – водойма, що знаходиться на території села.

### Прапор
Прямокутне полотнище жовтого кольору. У правій верхній частині зображено яблуневу гілку цвіту, як символ розвитку садівництва та достатку. Жовтий колір – достатку, родючості та могутності.

## Історія

### Від заснування до XX століття
Вперше село згауться під назвою Filipkowcze в 1469 році. Як Pylypkowcze згадуються у списку Подільського воєводства у 1493 році (у АПЗР – Архівах Південно-Західної Росії) та в податкових списках датованих 1530, 1565  та 1578 роками, які 1889 року опулікував польський історик Олександр Яблоновський в праці «Волинь і Поділля». Пилипківці  в той час відносилися до зовсім малих сіл, оскільки платили невеликий податок. Село згадувалося як: Filipkowce (1661), Pilipowce (1784), Pilipkowce(1787), Липитковцы (1800), Пилипковцы (поч. ХІХ ст.), Филипковцы (1845),
У 1616 році Польський шляхтич Станіслав Лянцкоронський, який займав різні посади на Поділлі, купив село у шляхтичів Ліховських. Однак Пилипківці не позначені на «Генеральній карті України», або ж «Загальному плані Диких Полів, простіше кажучи Україна, з незалежними провінціями» («Generalis Camporum Desertorum vulgo Ukraina. Cum adjacentibus Provinciis») французького інженера Гійома Боплана(був на службі у польського короля, будував фортифікаційні споруди) виданій у 1648 році у Данцигу. На даній карті позначено ряд сіл які і сьогодні знаходяться недалеко від Пилипковець (Заборознівці, Говори, Цівківці, Карачіївці, Браїлівку та інші). Карта складена приблизно в 30-х роках XVII ст. Чому ж на ній не позначені Пилипківці? Боплан міг не позначити село, пропустити його. З 1699 по 1772 рік Пилипківці входили до складу Польщі, а з 1772 року стають частиною Російської імперії. У 1795-1797 роках Пилипківці входили до Ушицького округу Подільського намісництва, а в 1797-1923 роках до Ушицького повіту Подільської губернії.
В 1797-1923 роках село було центром Пилипковецької волості, яка в1885 році складалася з 25 поселень, 11 сільських громад. Населення — 8 894 особи (4 228 чоловічої статі та 4 666 — жіночої), 1115 дворових господарства.
В «Географічному словнику Королівства Польського», Пилипківці описуються так: "Пилипківці, у документах Філіпівці, село на березі річки Вербова, притока Говірки, повіт Ушицький, волость Заміхівська. Налічує 135 будинків (з них 62 у власності), 888 жителів, 764 десятини селянської землі, 785 десятин землі, що належить до маєтку. Православна церква св. Михайла, споруджениа у 1878 р. і наділена 41 десятиною землі, налічує 1070 парафіян (в тому числі з найближчих сіл). Є власністю графа Ігнація Стадницького".
Згідно з переписом населення, який проводився в Російській імперії в 1897 році, у Пилипківцях проживало 1165 осіб.
Тривалий час Пилипківці, разом з Заборознівцями та Говорами належали родині Стадницьких, маєток яких зберігся і до наших часів в селі Говори (центральний корпус ліцею). Марія-Роза Стадницька, яка у 1893 році вийшла заміж за графа Олександра Миколайовича Тишкевича, у 1914 році володіла 4259 десятинами землі у ряді сіл Ушицького повіту, зокрема в Пилипківцях.

### В радянський період
У XX ст. Пилипківці перенесли: кілька революцій та Громадянську війну, дві Світових війни, колективізацію,Голодомор та інші події.
Під час революції 1905-1907 років проти родини Тишкевичів-Стадницких виступили жителі сіл де були їхні помістя. У 1906— 1907 рр. селяни двічі спалювали панський маєток. Однак, селянські заворушення, як і революцію, було придушено. Після Лютневої революції 1917 року, графська родина продає селянам за копійки свої землі та назавжди їх покидає.
Друга сесія ВУЦВК VII скликання, яка відбувалася 12 квітня 1923 р., своєю постановою «Про новий адміністративно-територіальний поділ України» скасувала волості і повіти, замінивши їх районами. Пилипківці увійшли до Новоушицького району Кам'янець-Подільського округу. А на початку 1932 року Україну було поділено на області. З 9 лютого 1932 року Пилипківці відносились до Новоушицького району, Вінницької області.
Колективізація, як і в інших куточках України, супроводжувалася розкуркулюванням, голодом та застосуванням сили. Наслідком чого став Голодомор.
За даними офіційних джерел (тогочасних ЗАГСів, які хоч і не завжди реєстрували правдиву кількість померлих, саме від голоду, бо було заборонено вказувати, що людина померла голодною смертю) в селі в 1932—1933 роках загинуло близько 20 жителів села. На сьогодні встановлено імена лише 13 осіб. Мартиролог укладений на підставі поіменних списків жертв Голодомору 1932—1933 років, складених Пилипковецькою сільською радою згідно даних місцевого РАГСу (хоча й звіритися з конкретними документальними свідченнями стає майже неможливо, оскільки не всі вони дійшли до наших днів, у силу різних обставин Поіменні списки зберігаються в Державному архіві Хмельницької області.
Кількість померлих і їх особисті дані не є остаточними, оскільки не всі дані збереглися і не все заносилося до книг обліку тому є ймовірність, того, що мартиролог Голодомору в селі буде розширений
В липні 1941 року Пилипківці окуповано німецькими загарбниками. Визволено Пилипківці силами 241-ї стрілецької дивізії 38-ї армії 26 березня 1944 року близько 18.00, звільнення села та найближчих населених пунктів супроводжувалося потужними перестрілками між нацистами та червоноармійцями, про що свідчить доповідь заступника начальника штабу 38-ї армії генерал-майора Сосєдова. Командував 38-ю армією генерал-полковник Москаленко.
4 лютого 1954 року Кам'янець-Подільську область перейменовано на Хмельницьку і з того часу Пилипківці — частина Новоушицького району Хмельницької області(з 30 грудня 1962 року по 4 січня 1965 року частина Дунаєвецького району).
В післявоєнні часи у селі створено колгосп імені Чапаєва (з 1973 року радгосп).
Електрифіковано село у 1962 році.
1 вересня 1987 року відкрито нову дев’ятирічну школу (на час відкриття восьмирічну).

## Легенди
Є місцева легенда, про те, що Пилипківці раніше знаходилися в іншому місці, в урочищі Блюд, де сьогодні знаходиться «Глойова криниця» (Глоїнова). Криниця розмістилася на краю долини, має діаметр 2 м і глибину 0,5 м. А поряд інша, менша криничка. Більша криниця живиться двома джерелами, одне з яких дуже потужне. Вода його дуже чиста, прозора, приємна на смак. Швидкою течією витікає з нього вода в Батіжок (ліва притока р. Калюс). Вода цілюща, а тому зранку до сходу сонця приходять люди попити її і вмитися нею. Інша легенда повідомляє, що в тиху погоду з криниці видно ікону Матері Божої. Згодом це місце стали вважати святим. Неодноразово тут відправляли службу Божу, святили воду, кидали монети. Кажуть, що десь тут заховано скарб. Старожили розказували, що є стара карта, на якій була позначка старого дуба (північ нинішнього лісу Батіг), де виміряна точна відстань до скарбу. Згідно однієї із легенд спалене татарами село називалося Дедижня. Легенда говорить, що останні захисники загинули в церкві, яка розташована поблизу джерела. Щоб не здатися ворогам, церква разом з захисниками під землю пішла. Коли прикласти вухо до землі, то можна почути церковні дзвони, які доносяться з глибини.
Версія про розташування села в районі Глойової криниці має право на існування, так як там знаходять фрагменти предметів кераміки, що може свідчити про поселення, яке там існувало. Лише археологічні розкопки зможуть дати відповідь на питання чи було там дійсно поселення і які були його розміри. За іншою легендою село знищила стихія, а його жителі заснували не Пилипківці, а Ломачинці.

## Релігія
Першу церкву, про яку є історичні відомості побудовано близько 1710 року. Ця церква була убога, дах солом'яний. У 1771 році побудовано новий храм, який функціонував до 1860 року і був закритий через аварійний стан, а в 1878 році розібраний. Протягом 1873—1878 років побудовано Михайлівську церкву, про що є згадка в Волинських єпархіальних відомостях. Церква була дерев’яна одноверха, разом з дзвіницею, дах залізний. На дзвіниці були дзвони з кириличним написом 1729 р., кириличним написом 1735 р., латинським написом 1796 р., які очевидно залишилися від старих храмів.  Проіснувала дана церква до радянських часів. В цей час церква володіла 41 десятиною землі, налічувала 1070 парафіян (в тому числі з найближчих сіл).При церкві діяла церковно-приходська школа, для якої у 1887 році було збудована дерев’яне приміщення. Складалася вона з однієї класної кімнати, де одночасно навчалося не більше кількох десятків учнів.

## Сьогодення
Газифікація села відбулася у 2001 році.  На даний час об’єкти радгоспної інфраструктури майже не збереглися. В селі діє: Пилипковецька загальноосвітня школа І - ІІ ступенів, Пилипковецький ДНЗ "Сонечко", відділення поштового зв’язку, при Пилипковецькому СБК діє колектив художньої самодіяльності — вокальна група дівчат «Вишиваночка».

### Архівні матеріали
- Державний архів Хмельницької області(ДАХмО). Путівник. Т ІІ. Ред.кол. О.Удод та ін. — Київ-Хмельницький., 2007. — 672 с.
- Державний архів Хмельницької області (ДАХмО), Ф.Р-6460, оп.1, спр. 3
- ЦАМО РФ. — Ф. 38 А. — Оп.9005. — Д. 185. — Л. 93. — Копия.

### Наукова література та матеріали
- Гульдман. В. Подільська губернія. — Кам'янець-Подільський. , 1889. – 548 с.
- Жарких М. І. Храми Поділля. — К.: 2007.
- Книга Пам'яті України. Хмельницька область: Історико-меморіальне багатотомне видання в 10 т. Т. 6. Летичівський, Новоушицький, Полонський р-ни. — Хмельницький: Поділля, 1996. — 720 стор.: іл.
- Крикун М. І. Подільське воєводство у XV-XVIII століттях: Статті і матеріали. Львів 2011. 733 с., іл., карти.
- Торчинська Н. М., Торчинський М. М. Словник власних географічних назв Хмельницької області. – Хмельницький: Авіст, 2008. – 549 с.

### Ресурси інтернету
- Всеукраїнський перепис населення 2001 року
- Хмельницька обласна рада
- Державний архів Хмельницької області(ДАХмО). Путівник. Т ІІ. [Архівовано 6 березня 2016 у Wayback Machine.]
- Поміщики Новоушицького повіту станом на 1914 рік [Архівовано 5 березня 2016 у Wayback Machine.]
- Метричні книги
- Подимний реєстр Подільського воєводства 1493 року [Архівовано 31 січня 2022 у Wayback Machine.]
- Географічний словник Королівства Польського та інших слов'янських земель Pilipkowce т. 8, ст. 140 [Архівовано 31 січня 2022 у Wayback Machine.]

### Топографічні карти
- Військова топографічна карта Російської імперії 1868 року [Архівовано 19 квітня 2016 у Wayback Machine.]
- Австрійська топографічна карта 1890 р.
- Польська карта 1929 р. [Архівовано 19 вересня 2016 у Wayback Machine.]
- Пилипківці на супутниковій карті [Архівовано 31 січня 2022 у Wayback Machine.]

### Пилипківці на YouTube
Народні традиції (Пилипківці - 1) [Архівовано 31 січня 2022 у Wayback Machine.]
Народні традиції (Пилипківці - 2) [Архівовано 31 січня 2022 у Wayback Machine.]
Кубок новоушицького району з футболу 2010 [Архівовано 31 січня 2022 у Wayback Machine.]